# غونتر شوبرت
غونتر شوبرت (بالألمانية: Günter Schubert)‏ (و. 1938 – 2008 م) هو مؤدي أصوات، وglassmaker ‏، وممثل مسرحي، وممثل أفلام، وممثل تلفزي من ألمانيا، وألمانيا الشرقية، ولد في فايسفاسر، توفي عن عمر يناهز 70 عاماً، بسبب سرطان.

## التعليم
تعلم في أكاديمية إرنست بوسخ للفنون الدرامية ‏ (حتى 1962)
.

## وصلات خارجية
- غونتر شوبرت على موقع IMDb (الإنجليزية)
- غونتر شوبرت على موقع ألو سيني (الفرنسية)
- غونتر شوبرت على موقع قاعدة بيانات الأفلام السويدية (السويدية)
- غونتر شوبرت على موقع قاعدة بيانات الفيلم (الإنجليزية)
- غونتر شوبرت على موقع كينوبويسك (الروسية)

- غونتر شوبرت في قاعدة بيانات الأفلام على الإنترنت